# Piment baklouti
Le piment baklouti (arabe : بقلوطي, romanisé : baqlūṭī) est un type de piment (Capsicum annuum) que l'on trouve en Tunisie, ancienne variété importée par les Andalous dans les années 1540. Principal ingrédient de la harissa, une sauce courante de la cuisine tunisienne à base de piment broyé, il doit son nom à la ville de Bekalta.
Les piments baklouti sont allongés, d'une longueur de 15 à 20 centimètres, avec des gousses légèrement incurvées et une saveur douce.
Il est également un ingrédient clé du lablabi tunisien.
Elle se situe entre 15 000 à 30 000 sur l'échelle de Scoville, soit force 7.